# آیواجیک (صائم بی‌لی)
آیواجیک (به ترکی استانبولی: Ayvacık) یک منطقهٔ مسکونی در ترکیه است که در صائم‌بیلی واقع شده‌است.